# Félix Ferrer
Félix Ferrer y Mora Santiago de Cuba, 5 de abril de 1820 - ?, 31 de enero de 1889) fue un militar español.
Padres
- Eduardo Ferrer - militar y de Mariana de Mora Villamil, naturales de Cuba

Cónyuge
- Juana Callejas Osorio - natural de Barcelona. Hija de Juan Antonio Callejas, natural de El Ferrol- militar - y de Ana Osorio natural de Madrid.

Hijos
- María Dolores Ferrer Callejas  -  #7.junio.1867 - Parroquias Madrileñas de San Martin Y San Pedro El Real -79Baut. Folio 261
- Carolina Ferrer Callejas  -  #3.noviembre.1862  +11 septiembre.1864
- Ana Ferrer Callejas
- Carlos Ferrer Callejas

Hermanos
Eduardo Ferrer
- José Ferrer y Mora
- María Paz Ferrer y Mora & Manuel de Valenzuela Moreno
- Ana Ferrer y Mora  & José de Arambarri  /&/ José María Maldonado Marzo.[1]

Dionisio Carreño Suero. Marqués de Noble Afán. Vizconde de Talamanca
- Enrique Carreño y Mora
- Luisa Carreño y Mora
- Bernardo Carreño y Mora
- Luisa Carlota Carreño y Mora  - #01.01.1835  +26.noviembre.1850

## Vida Castrense
Comenzó su carrera como cadete de artillería en 1834. Sirvió en caballería e infantería y en el estado mayor y después de algunos años de servicio en Hispanoamérica (Cuba, Santo Domingo, Haití, donde estuvo en 1864, etc.) obtuvo un puesto en el Ministerio de Guerra de Madrid con rango de mariscal de campo de artillería. De ideología republicana federal, durante la Revolución cantonal de 1873, fue nombrado ministro de Guerra de la Junta Soberana de Madrid y del Cantón de Cartagena. Tras la misma fue conducido al Fuerte de San Felipe en Orán (Argelia). Rehabilitado, fue arrestado en 1884 como presunto miembro de una conspiración contra Antonio Cánovas del Castillo fraguada por Manuel Ruiz Zorrilla.

## La Cartuja de Talamanca
Desamortización y Venta Judicial de Bienes Nacionales. Recibe por herencia de su madre, Mariana de Mora Villamil, Marquesa Viuda de Dionisio Carreño Suero - Marqués de Noble Afán y Vizconde de Talamanca - de una parte de la Hacienda de la Cartuja de Santa María del Paular. Talamanca de Jarama - 
Cartuja de Talamanca de Jarama